# Napoléon Bavoux
Pour les articles homonymes, voir Bavoux.
Napoléon Bavoux est un homme politique français né le 7 avril 1817 aux Molunes (Jura) et décédé le 30 décembre 1893 à Lyon (Rhône).
Médecin à Saint-Claude, il s'oppose au coup d’État du 2 décembre 1851 et doit s'exiler. Il est député du Jura de 1881 à 1885, inscrit au groupe de l'Union républicaine, soutenant les gouvernements opportunistes.

## Sources
- « Napoléon Bavoux », dans Adolphe Robert et Gaston Cougny, Dictionnaire des parlementaires français, Edgar Bourloton, 1889-1891 [détail de l’édition]